# 사푸나무
사푸나무(safu--, 학명: Pachylobus edulis 파킬로부스 에둘리스[*])는 감람나무과의 과일 나무이다. 열매인 사푸(safu)는 과일로 먹는다.